# Табори (Таборинський район)
Табори́ (рос. Таборы) — село, центр Таборинського району Свердловської області. Адміністративний центр Таборинського сільського поселення.
Населення — 1885 осіб (2010, 2096 у 2002).
Національний склад населення станом на 2002 рік: росіяни — 96 %.